# Marie Empress
Marie Empress (Birmingham, 26 de marzo de 1884-octubre de 1919), nacida como Mary Ann Louisa Taylor, fue una actriz británica de teatro y cine mudo. Actuó en Inglaterra y Estados Unidos y desapareció de un transatlántico el día antes de que atracara en Nueva York. La causa nunca se determinó y fue declarada legalmente muerta en 1921.

## Primeros años
Mary Ann Louisa Taylor nació en Birmingham. Su padre era contratista. A veces afirmaba ser sobrina bisnieta del actor Edmund Kean.

## Carrera profesional
Empress comenzó su carrera en el teatro en Inglaterra, actuando como imitador masculino y en programas de variedades. Apareció en Broadway en The Little Cafe (1913), y comenzó a trabajar en películas. Protagonizó varias películas mudas, incluyendo Old Dutch (1915), The Stubbornness of Geraldine (1915), The Woman Pays (1915), Behind Closed Doors (1916), Sibyl's Scenario (1916), When We Were Twenty-One (1915), Love's Cross Roads (1916), The Chorus Girl and the Kid (1916), A Lesson from Life (1916), The Woman Redeemed (1916), The Girl Who Doesn't Know (1916), y The Guilty Woman (1919).

## Vida personal
Empress se casó con un dentista, William Horton, en 1902; se separaron en 1906 y se divorciaron legalmente en 1918. Ella tuvo una vida personal tumultuosa, que incluía «grandes pasiones», presunto uso de drogas y cicatrices inexplicables. Sus papeles cinematográficos tendían a ser personajes de vamp (mujer fatal), y los titulares no siempre distinguían entre la actriz y su personaje.

## Desaparición

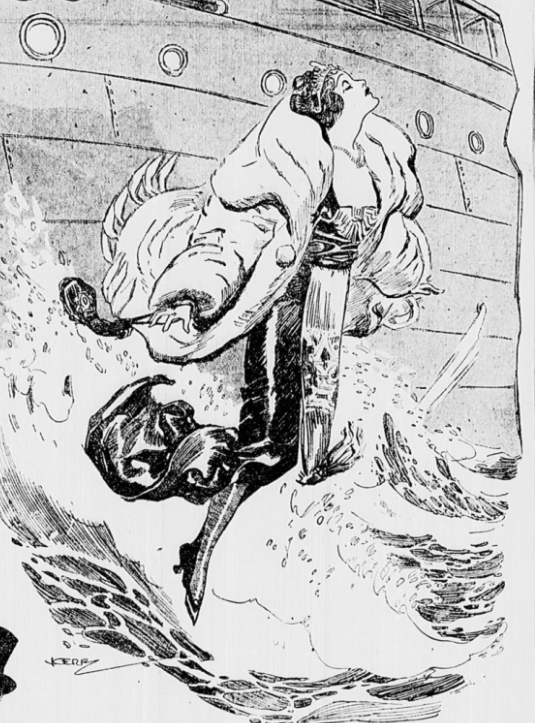
Ilustración de un periódico sobre el misterio de la desaparición de Marie Empress; representación artística que la muestra siendo arrebatada por el mar.

Empress fue vista por última vez en su camarote en el transatlántico SS Orduña de Cunard en octubre de 1919, el día antes de que atracara en la ciudad de Nueva York. Sus compañeros de viaje se habían dado cuenta de que siempre llevaba velo y vestía de negro. Se presume que cayó por la borda y se ahogó, a los 35 años; cuándo murió nunca se determinó precisamente. Los periódicos informaron que le habían servido un vaso de agua el domingo por la noche, pero que no estaba en su camarote a la mañana siguiente y su cama estaba sin usar. Persistieron los rumores de que en realidad no estaba muerta, sino que quizás desembarcó disfrazada como parte de un truco publicitario. La voluntad de Empress fue aprobada y anunciada en noviembre de 1921. Se supuso que su muerte fue el 25 de octubre de 1919 o algún tiempo después.

## Lectura adicional
- Fort, Samuel (2019). The Mysterious Miss Empress: Hollywood's Forgotten Film Vampire (en inglés). Nisirtu Publishing. ISBN 9781073396733.